# Kajdy György
Kajdy György (Gyula, 1964. július 23. –) labdarúgó, középpályás.

## Pályafutása

### Klubcsapatban
1978-ban a KSI-ben kezdte a labdarúgást. 1982-ben a Volánhoz szerződött, és itt mutatkozott be az élvonalban 1983 őszén. 1984 és 1987 között az MTK-VM játékosa volt. Tagja volt az 1986–87-es idényben bajnokságot nyert csapatnak. A következő idényben a Ferencváros labdarúgója lett, de mindössze öt bajnoki mérkőzésen szerepelt. 1988-ban visszatért a Volánhoz. 1991-ben innen szerződött a finn TPS Turku csapatához, ahol még abban az évben finn kupagyőztes lett az együttessel. 1993-tól hazatért, és a III. Kerületi TVE csapatában, majd Nagykanizsán és Érden játszott. 1998-tól a Komáromi FC játékosa lett.

### A válogatottban
Kétszeres utánpótlás válogatott (1984).

## Sikerei, díjai
- Magyar bajnokság
  - bajnok: 1986–87
- Magyar bajnokság – NB II
  - gólkirály: 1989–90
- Finn kupa
  - győztes: 1991